# 1689
Cette page concerne l'année 1689  du calendrier grégorien.
L'année 1689 est une année commune qui commence un samedi.

## Événements
- 11 février : Aurangzeb fait capturer le roi Marathe Shambuji (fils de Shivaji)[1].
- 21 mars[2] : Aurangzeb fait exécuter Shambuji après l’avoir torturé[1]. Son jeune frère Rajaram, qui a été couronné le 18 février, parvient à quitter Raigarh assiégée (15 avril) pour se réfugier à Genji, près de Pondichéry (11 novembre)[1]. Les Marathes continuent la guérilla.
- 7 septembre : traité de Nertchinsk[3]. L'empereur chinois Kangxi établit des relations diplomatiques avec la Russie. Les deux pays fixent leur frontière au traité de Nertchinsk, stoppant l'expansion russe en Extrême-Orient. La Russie renonce à ses prétentions sur le bassin de l'Amour à la limite sud-est de la Sibérie.
- 24 septembre : nouveau traité de paix entre la France et Alger[4].
- 29 octobre (ou 13 novembre[2]) : occupation de Raigarh, capitale des Marathes, par les troupes mogholes[1].
- 25 octobre : Fazil Mustafa Pacha Köprülü (Köprülü III, 1637-1691), second fils de Mehmet Köprülü est nommé grand vizir de l'Empire ottoman[5].
- 1er novembre : le sultan du Maroc Moulay Ismail reprend Larache aux Espagnol[6].

### Amérique

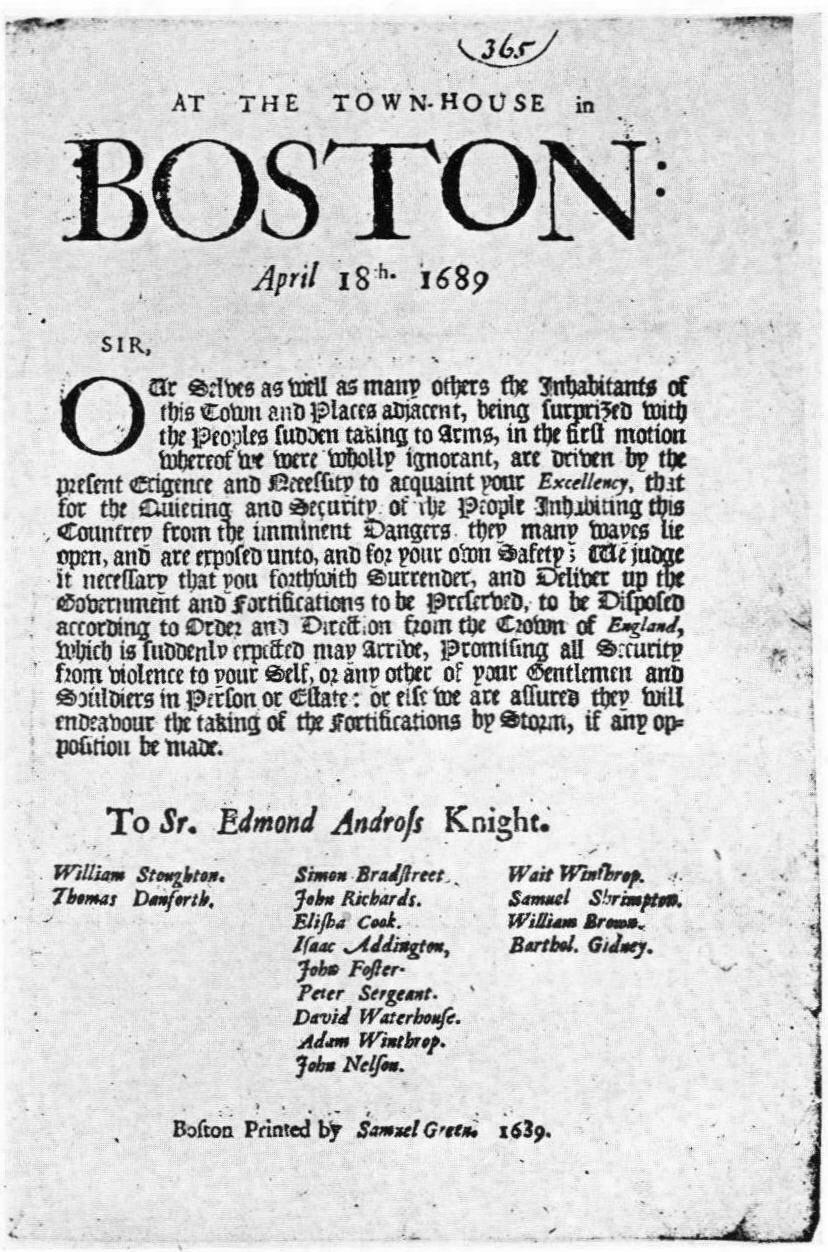
18 avril : révolte de Boston.

- 18 avril : révolte de Boston au cours de laquelle le gouverneur Edmund Andros est arrêté et le dominion de Nouvelle-Angleterre est dissous[7].
- 6-9 mai : expédition navale de Jean-Baptiste du Casse, gouverneur français de la Guyane contre le Suriname[8].
- 31 mai : révolte de Jacob Leisler qui dirige un soulèvement de fermiers contre l’aristocratie foncière à New York. Leister est pendu le 16 mai 1691 et l’attribution de gigantesques domaines aux barons se poursuit[9].
- 4-5 août : massacre de 97 canadiens par les Iroquois à Lachine[10].
- 24 septembre : alliance entre les Anglais et les Iroquois contre la France[10]. Début de la Première Guerre intercoloniale en Nouvelle-France, ou guerre franco-iroquoise dans le cadre de guerre de la Ligue d'Augsbourg. Elle se termine en 1697 avec le traité de Ryswick.
- 12 octobre : retour de Louis Buade de Frontenac, gouverneur général de la Nouvelle-France, à Québec[10].

### Europe
- 13 janvier : Louvois transmet l'ordre de détruire Heidelberg et Mannheim[11]. Dévastation des villes du Palatinat pendant la retraite des troupes françaises (janvier, puis mai-juin).
- 27 janvier : mariage de Pierre le Grand avec Eudoxie Lopoukhine[12].
- 2 mars : le général de Mélac incendie le château et la ville de Heidelberg[11].
- 5-25 mars : destruction de la ville de Mannheim[11].
- 9 mars : les États généraux des Provinces-Unies déclarent la guerre à la France[13].
- 3 avril : l’Empereur déclare la guerre au roi de France[13].
- 15 avril : la France déclare la guerre à l’Espagne[13].

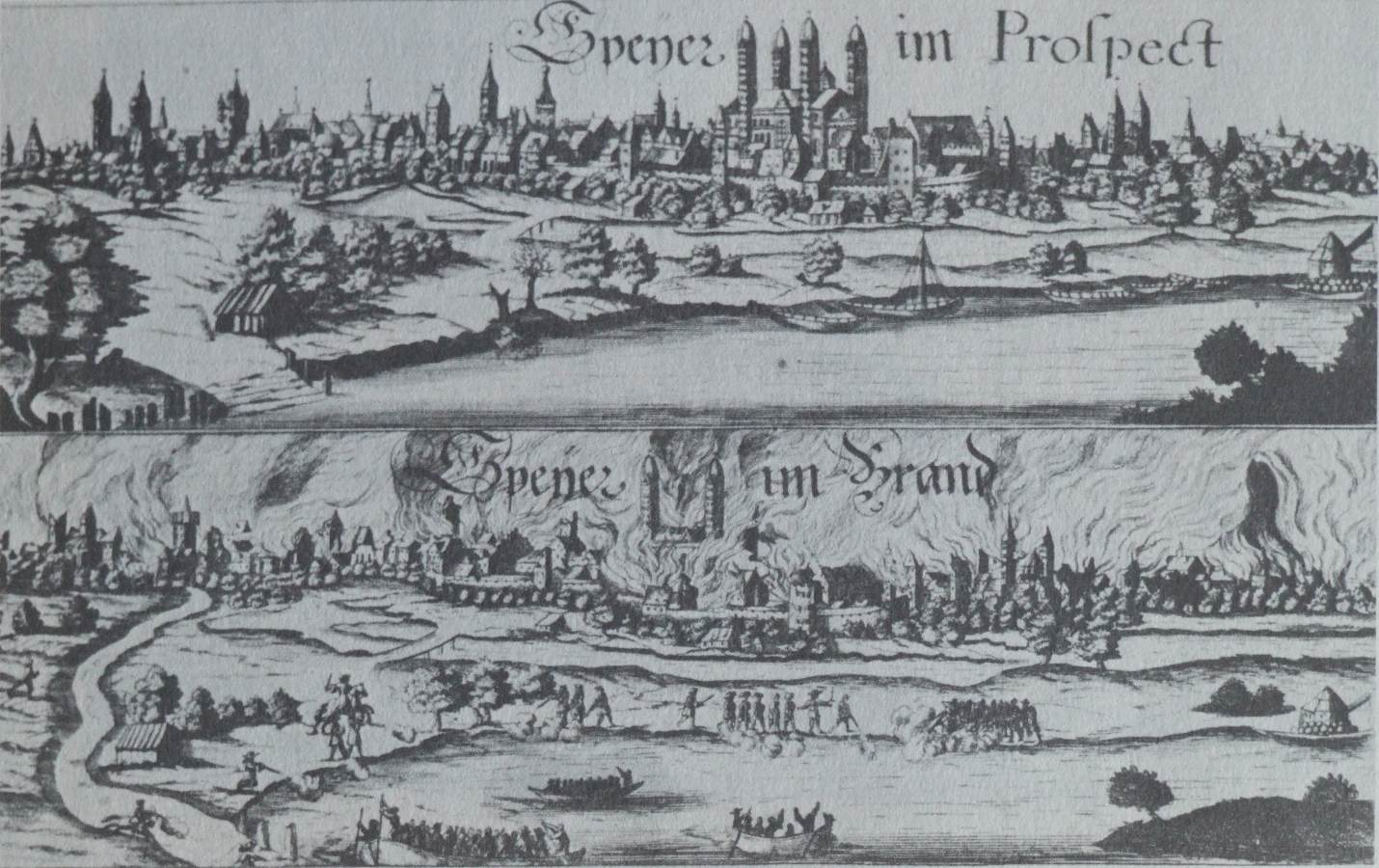
31 mai : Destruction de Spire

- 2 mai : l'Espagne déclare la guerre à la France[13].
- 12 mai : traité de Vienne. Alliance entre les Provinces-Unies et l'empereur Léopold Ier[14].
- 15 mai, seconde campagne de Crimée : victoire russe de Vassili Golitsyne sur les Tatars de Crimée qui se réfugient à Perekop. Les Russes assiègent en vain Perekop à partir du 20 mai mais doivent se retirer le 11 juin, perdant 35 000 hommes dans leur retraite[15].
- 17 mai : Guillaume III d'Orange déclare la guerre à la France à la suite d'un incident naval[13]. En décembre, la « Grande Alliance » contre la France rassemble l’Empire, les Provinces-Unies, l’Espagne, la Savoie et l’Angleterre.
- 23 mai : prise de Camprodon par le duc de Noailles. Les troupes françaises envahissent la Catalogne jusqu'à Gérone[16].
- 30 mai : début du siège de Mayence. Jacques Henri de Durfort défend la ville assiégée par les armées de la Ligue d'Augsbourg[17].
- 31 mai : destruction de Worms et d'Oppenheim par les Français[18].
- 1er juin : destruction de Spire par les Français[18].

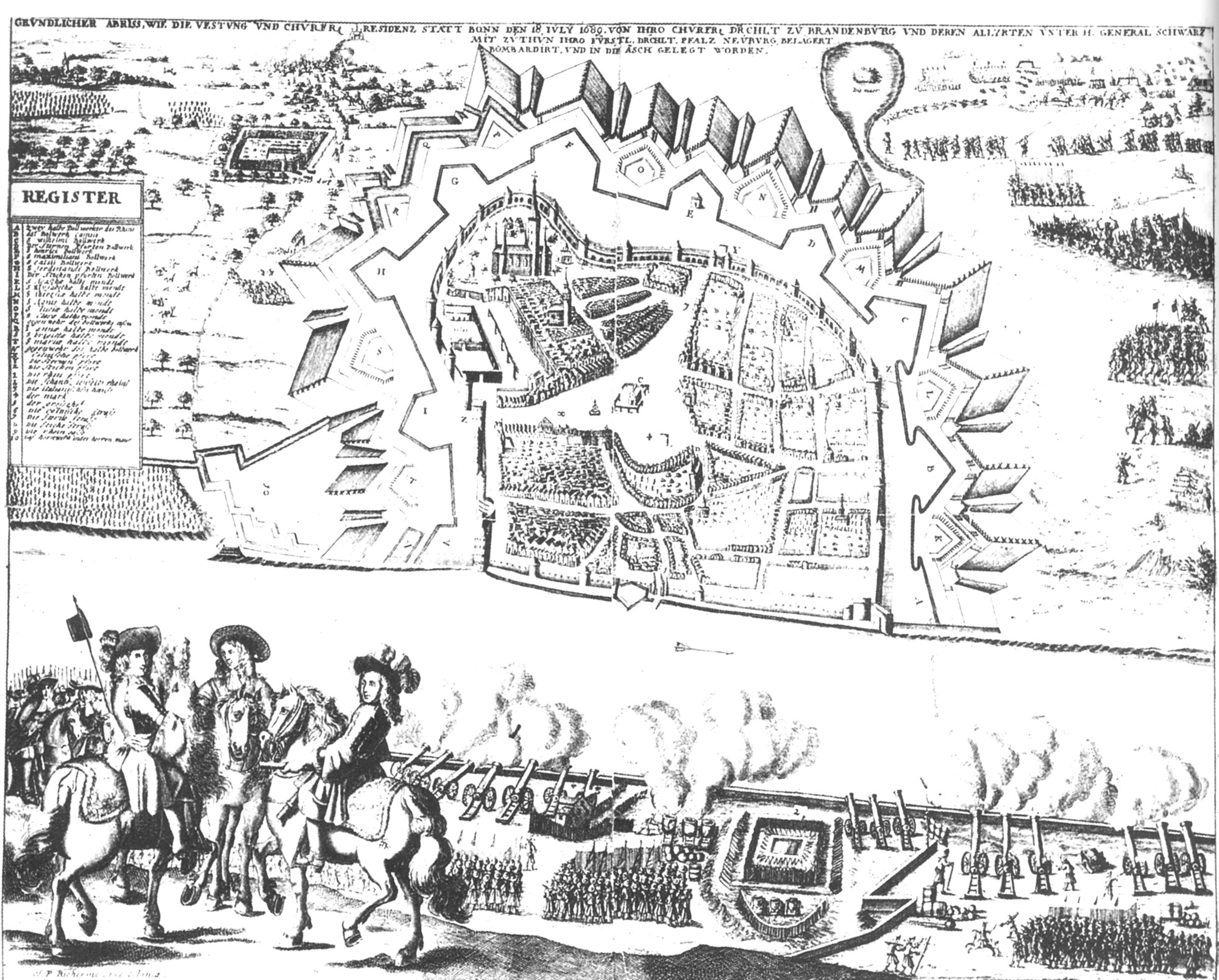
12 octobre : prise de Bonn

- 8 août : le tsar Pierre le Grand échappe à une conjuration menée par le chef des Streltsy Fédor Chaklovity (en) et parvient à se réfugier à la Laure de la Trinité-Saint-Serge ; la régente Sophie est soupçonnée d'en être à l'origine[19].
- 25 août : défaite française à la bataille de Walcourt[20].
- 26 août : glorieuse rentrée. Neuf mille barbets (vaudois) exilés en Suisse traversent le Léman et rejoignent leurs vallées piémontaises par la force[21].
- 28 août : Charles II d'Espagne épouse par procuration Marie-Anne de Palatinat Neubourg, sœur de l’impératrice (noces à Valladolid le 4 mai 1690)[22].
- 30 août, Serbie : victoire des Impériaux du prince de Bade sur les Ottomans à Jagodina sur la Morava[23].
- 7 septembre : le tsar Pierre le Grand renverse sa sœur Sophie qui projetait un coup de force pour garder le pouvoir[19]. Il la fait enfermer au Couvent de Novodievitchi, grâce aux bataillons des « amuseurs », à l’origine de la première armée russe moderne. Vassili Galitzine est exilé à Kargopol, dans le gouvernement d’Arkhangelsk. Ivan V est écarté du pouvoir. Natalia Narychkina, mère de Pierre le Grand, exerce la régence avec l’aide du patriarche Joachim pendant que Pierre, âgé de 17 ans et voulant achever ses « années de formation », voyage en Europe (fin en 1694).
- 11 septembre : prise de Mayence par les Impériaux de Charles V de Lorraine[24].
- 24 septembre : prise de Niš par les Impériaux dans les Balkans[25]. Ils atteignent Skopje, incendiée le 25 octobre, occupent la Serbie, une partie de la Macédoine et de l’Albanie au détriment des Ottomans.
- 6 octobre : élection du pape Alexandre VIII (fin en 1691)[26]. Il tente sans succès de décontracter les relations du Vatican avec la France.
- 12 octobre : prise de Bonn par les Impériaux de Charles V de Lorraine[24].

#### Iles britanniques

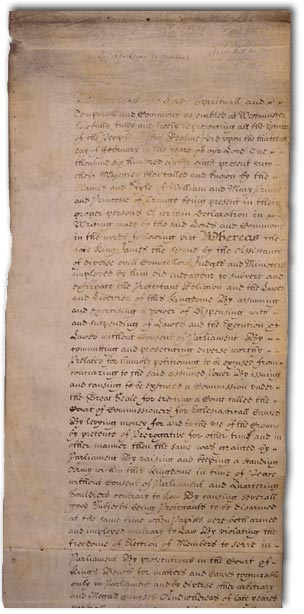
13 février : déclaration des droits

- 7 janvier : Jacques II d'Angleterre, déchu de son titre, s'installe au château de Saint-Germain-en-Laye[27].
- 22 janvier : réunion du Parlement d'Angleterre en assemblée à pouvoir constituant (Convention). Le 25 ou le 28 janvier, il déclare le trône vacant et le 6 ou le 12 février l’offre à Marie et Guillaume d’Orange à condition qu’ils jurent de respecter la Déclaration des droits[28].
- 13 février : « Bill of Rights » (ou Déclaration des droits) accordé par Guillaume d'Orange à ses sujets britanniques. Fondation de la monarchie parlementaire britannique[29]. Le Bill précise les droits de la personne (réaffirmation de l’Habeas corpus). La censure est abolie. Les libertés de réunion et de pétitions sont affirmées. Les prérogatives fiscales du roi sont limitées. Le roi ne dispose ni d’un budget illimité, ni du commandement d’une armée permanente : son rôle est essentiellement exécutif[30].
- 21 mars : début du soulèvement jacobite irlandais (fin le 3 octobre 1691). Le roi chassé Jacques II débarque à Kinsale en Irlande avec le soutien de troupes de Louis XIV. Il joint ses forces à celles de Richard Talbot, comte de Tyrconnel[31].
- 21 avril (11 avril du calendrier julien)[31] :
  - couronnement de Guillaume III et de Marie II, roi et reine d'Angleterre (fin de règne en 1702)[31].
  - le Parlement écossais adopte une Proclamation du Droit (Claim of Right) et les Articles de Doléances (Articles of Grievances, adoptés le 23 avril), qui reconnaissent Guillaume d’Orange comme roi d’Écosse en échange, entre autres, de l’abolition de l’épiscopat[32] (acte du 22 juillet 1689).
- 29 avril : traité de Whitehall entre l’Angleterre et les Provinces-Unies[33].
- 20 avril : Derry refuse d'ouvrir ses portes à Jacques II. Début du siège de la ville, qui dure jusqu'au 1er août[20].
- 7 mai-13 juillet : Jacques II convoque un Parlement à Dublin qui abolit l’Act of Settlement et rend les terres prises aux catholiques en 1641[34].
- 11 mai : victoire navale française à la bataille de la baie de Bantry, au large de l’Irlande[20].
- 17 mai : Guillaume III rejoint la Ligue d'Augsbourg (King William's War)[11].
- 24 mai : loi de tolérance pour les protestants non-conformistes (Act of Toleration)[29].
- 3-11 juillet : adoption de la confession baptiste de foi de Londres[35].
- 27 juillet : en Écosse, le vicomte de Dundee prend les armes à la tête des Jacobites. Il remporte la bataille de Killiecrankie, mais meurt au combat[20]. Les chefs des clans des Highlands choisissent ensuite de se soumettre au nouveau roi, à l’exception des MacDonald de Glencoe, qui seront assassinés en février 1692.
- 14 août : Armand-Frédéric de Schomberg débarque en Irlande[36].
- 21 août : victoire orangiste sur les Jacobites à la bataille de Dunkeld[20].
- La Compagnie des Marchands Aventuriers perd son monopole[37].

## Naissances en 1689
- 18 janvier : Montesquieu, penseur politique, précurseur de la sociologie, philosophe et écrivain français des Lumières († 10 février 1755).
- 24 janvier : Gaspare Diziani, peintre rococo italien († 17 août 1767).
- 2 avril : Arthur Dobbs, propriétaire terrien et homme politique anglais puis britannique († 28 mars 1765).
- 21 septembre : Jan Klemens Branicki, général polonais († 9 octobre 1771).
- 30 novembre : Joseph Wamps, peintre français († 9 août 1744).
- 8 décembre : François de Lorraine, prince-abbé de Stavelot et de Malmédy († 25 juillet 1715);
- 14 décembre : Agostino Veracini, peintre italien de fresques à sujets religieux de l'école florentine et restaurateur d'œuvres d'art († 1762).
- 24 décembre : Frans van Mieris le Jeune, peintre et historien néerlandais († 22 octobre 1763).
- 25 décembre : Conrad Iken, pasteur allemand, actif à Brême († 30 juin 1753).
- Date précise inconnue :
  - Domenico Duprà, peintre italien († 1770).
  - William Babell (ou 1690), musicien et compositeur anglais puis britannique († 23 septembre 1723).

## Décès en 1689
- 23 mars : Catherine de Francheville, religieuse bretonne; fondatrice de l'ordre de l'Ordre des « Sœurs de La Retraite » à Vannes (° 1620).
- 30 mars : Kazimierz Łyszczyński, philosophe athée polonais, décapité puis brûlé (° 4 mars 1634).
- 20 mai : Marco Contarini, procurateur de Saint-Marc, (° probablement 20 février 1631).
- 19 avril : Christine de Suède, reine de Suède (° 18 décembre 1626).
- 25 mai : Charles Errard, peintre et architecte français (° 1606).
- 9 juin : François Bonnemer, peintre, dessinateur et graveur français (° 1638).
- 21 juin : Thomas Blanchet, peintre français (° 1614).
- Date précise inconnue :
- Hendrik van Schuylenburgh, peintre néerlandais (° vers 1620).